# 영암 엄길리 암각 매향명
영암 엄길리 암각 매향명(靈巖 奄吉里 岩刻 埋香銘)은 대한민국 전라남도 영암군 서호면 철암산(鐵岩山)의 자연암반에 21행 118자가 음각(陰刻)되어 있는 고려시대의 기록유산이다. 주변 서호면 청용리, 장천리 일대의 지석묘 발굴조사시 확인되었다. 2001년 4월 17일 대한민국의 보물 제1309호로 지정되었다.
영암 엄길리 암각매향명(岩刻埋香銘)은 조성시기가 보물로 지정되어 있는 사천매향비(보물 제614호, 고려 우왕 13년, 1387년) 보다 43년 빠르고, 명문이 전해오지 않는 평북 정주의 침향석각(고려 충숙왕 4년, 1335년) 보다 9년이 늦지만 국내 현존 매향비 가운데 연대가 가장 앞서고 있으며, 명문(銘文)에 조성시기, 목적, 매향장소, 매향집단, 발원자, 화주와 각주 등이 모두 기록되어 있어 고려말 매향풍속의 일면을 알 수 있는 역사적, 학술적으로 중요한 가치가 있는 유적이다.

## 개요
전라남도 영암군 엄길리 철암산(鐵岩山)의 자연암반에 새겨진 '영암 엄길리 암각매향명'은 주변 서호면 청용리, 장천리 일대의 지석묘 발굴조사 당시 현지조사를 통해 확인되었으며, 21행 118자가 음각(陰刻)되어 있다.
암각매향명의 조성시기는 1344년(고려 충혜왕 5년)으로 이미 보물로 지정되어 있는 사천매향비(보물 제614호, 고려 우왕13년, 1387) 보다 43년 빠르고 명문이 전해오지 않는 평북 정주의 침향석각(고려 충숙왕 4년, 1335) 보다 9년이 늦지만 국내 현존 매향비 가운데 연대가 가장 앞서고 있다.
보존상태가 좋아 대부분의 명문(銘文)을 판독할 수 있으며, 조성시기, 목적, 매향장소, 매향집단, 발원자, 화주와 각주 등이 모두 기록되어 있어 고려말 매향풍속의 일면을 알 수 있어 학술적으로 중요한 가치가 있다.
원문(原文)
釋迦涅槃後二千三百
四十九年甲申八月十三日
埋香龍華初會供養
之願古乙未
北村去口(岡?)浦
埋置契(唐?)
古乙未堵人
化主 及岩
同願金德中(洋?)菲
同源金原(供?)菲
同願申上伯毘供?)召
同願金炳(知?)令勿
同願金上仿大(西?)
明輝 □□千乙未分(?)
彌陀契內
□□契內
千万人
□□
施主大人 □□
刻主
珍岩

## 참고 자료
- 영암 엄길리 암각 매향명 - 국가유산청 국가유산포털